# Tuba Sarica
Klingt auch etwas nach KI-generiert. --AxelHH-- (Diskussion) 00:07, 17. Aug. 2025 (CEST)
Zudem Buchwerbung über Amazon-Verkauflinks als Einzelnachweise. --Arabsalam (Diskussion) 00:09, 17. Aug. 2025 (CEST)
Tuba Sarica (*1987 in Köln) ist eine deutsche Autorin und Bloggerin mit türkischen Wurzeln. Sie wurde durch ihr Buch Ihr Scheinheiligen! sowie durch gesellschaftskritische Beiträge zur deutsch-türkischen Community bekannt.

## Leben
Sarica ist die Enkelin eines türkischen Gastarbeiters und wuchs in Nordrhein-Westfalen auf. Sie studierte Germanistik und Medienkulturwissenschaften an der Universität zu Köln. Ihre persönliche Erfahrung als Deutschtürkin prägt ihre kritische Auseinandersetzung mit Themen wie Integration, kulturelle Identität und politische Doppelmoral.

## Werk
Im Jahr 2018 veröffentlichte Sarica das Buch Ihr Scheinheiligen!: Doppelmoral und falsche Toleranz – Die Parallelwelt der Deutschtürken und die Deutschen im Heyne Verlag. Darin kritisiert sie sowohl die türkischstämmige Community als auch die deutsche Mehrheitsgesellschaft für Versäumnisse in der Integrationspolitik. Sarica plädiert für eine offene Konfliktkultur und warnt vor einer falsch verstandenen Toleranz, die problematische Parallelstrukturen begünstige.

## Öffentliches Engagement
Sarica betreibt den Blog weltbewohner.com, auf dem sie gesellschaftspolitische Themen rund um Migration, Integration und kulturelle Identität behandelt. Zeitweise engagierte sie sich politisch und unterstützte die Partei der Humanisten (PdH), deren Werte sie als Antwort auf gesellschaftliche Herausforderungen sieht.

## Rezeption
Das Buch Ihr Scheinheiligen! wurde kontrovers diskutiert. Befürworter lobten Saricas offene Kritik als wichtigen Beitrag zur Integrationsdebatte, während Kritiker ihr Pauschalisierung und mangelnde Differenzierung vorwarfen. Unabhängig davon gilt sie als eine der wenigen Stimmen, die sich aus der Perspektive einer Deutschtürkin kritisch mit der eigenen Community auseinandersetzen.

## Veröffentlichungen
- Tuba Sarica: Ihr Scheinheiligen!: Doppelmoral und falsche Toleranz – Die Parallelwelt der Deutschtürken und die Deutschen. Heyne Verlag, München 2018, ISBN 978-3-453-60473-5.[5]